# Фиггз, Юкари
Юкари Окин Фиггз (англ. Ukari Okien Figgs; по мужу Морган (англ. Morgan); род. 31 марта 1977 года в Джорджтауне, Кентукки) — американская профессиональная баскетболистка, выступавшая в женской национальной баскетбольной ассоциации. Была выбрана на драфте ВНБА 1999 года в третьем раунде под 28-м номером командой «Лос-Анджелес Спаркс». Играла на позиции атакующего защитника. По окончании своей карьеры перешла на должность ассистента главного тренера своей школьной команды «Скотт-Каунти Кардиналс». В 2009 году вошла в тренерский штаб родной студенческой команды «Пердью Бойлермейкерс», в котором работала в течение двух сезонов.

## Ранние годы
Юкари родилась 31 марта 1977 года в городе Джорджтаун (штат Кентукки) в семье Грегори и Гейл Фиггз, у неё есть брат, Джайм, и сестра, Кивви, а училась она там же в средней школе Скотт-Каунти, в которой выступала за местную баскетбольную команду.